# Sasinkovo
Sasinkovo (bis 1948 slowakisch Šág; ungarisch Ság) ist eine Gemeinde im Westen der Slowakei mit 813 Einwohnern (Stand 31. Dezember 2024), die zum Okres Hlohovec, einem Teil des Trnavský kraj gehört.

## Geographie
Die Gemeinde befindet sich im Hügelland Nitrianska pahorkatina (Teil des slowakischen Donautieflands). Das Ortszentrum liegt auf einer Höhe von 196 m n.m. und ist zehn Kilometer von Hlohovec entfernt.
Nachbargemeinden sind Kľačany im Norden, Rumanová im Südosten, Zemianske Sady und Šalgočka im Süden, Dvorníky und Bojničky im Westen und Hlohovec im Nordwesten.

## Geschichte

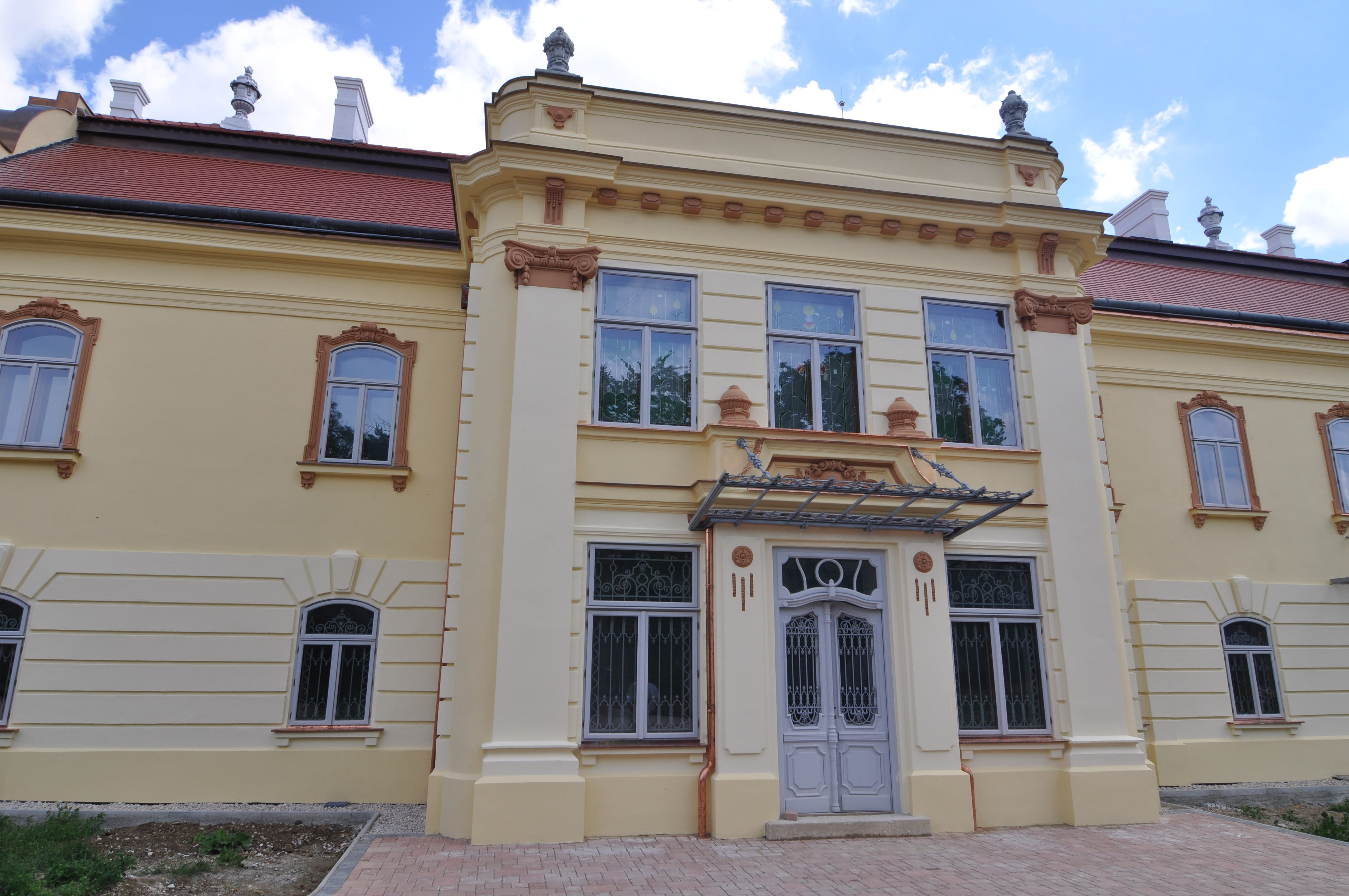
Haupteingang des örtlichen Landschlosses

Sasinkovo wurde zum ersten Mal 1256 als Sag schriftlich erwähnt und war damals eine Siedlung königlicher Fischer. 1412 gehörte das Dorf zum Herrschaftsgut von Freistadt, danach verschiedenen Geschlechtern, wie z. B. Sándor, Keglevich und Appel. 1787 hatte die Ortschaft 137 Häuser und 670 Einwohner, 1828 zählte man 77 Häuser und 539 Einwohner, die von Landwirtschaft und Weinbau lebten.
Bis 1918 gehörte der im Komitat Neutra liegende Ort zum Königreich Ungarn und kam danach zur Tschechoslowakei beziehungsweise heute Slowakei.

## Bevölkerung
| Jahr                | 1994 | 2004    | 2014    | 2024    |
| ------------------- | ---- | ------- | ------- | ------- |
| Anzahl der Personen | 897  | 872     | 854     | 813     |
| Unterschied         |      | −2,78 % | −2,06 % | −4,80 % |

| Jahr                | 2023 | 2024    |
| ------------------- | ---- | ------- |
| Anzahl der Personen | 837  | 813     |
| Unterschied         |      | −2,86 % |

Nach der Volkszählung 2011 wohnten in Sasinkovo 880 Einwohner, davon 840 Slowaken, jeweils zwei Magyaren und Tschechen sowie ein Pole; ein Einwohner gab eine andere Ethnie an. 34 Einwohner machten diesbezüglich keine Angabe. 494 Einwohner bekannten sich zur römisch-katholischen Kirche, 249 Einwohner zur evangelischen Kirche A. B. und zwei Einwohner zur griechisch-katholischen Kirche. 50 Einwohner waren konfessionslos und bei 85 Einwohnern wurde die Konfession nicht ermittelt.

## Bauwerke
- römisch-katholische Katharinenkirche im klassizistischen Stil aus dem Jahr 1802
- auf älteren Fundamenten stehendes Landschloss im Sezessionstil aus dem Anfang des 20. Jahrhunderts, heute saniert und im Privatbesitz